# Ranunculus alismifolius

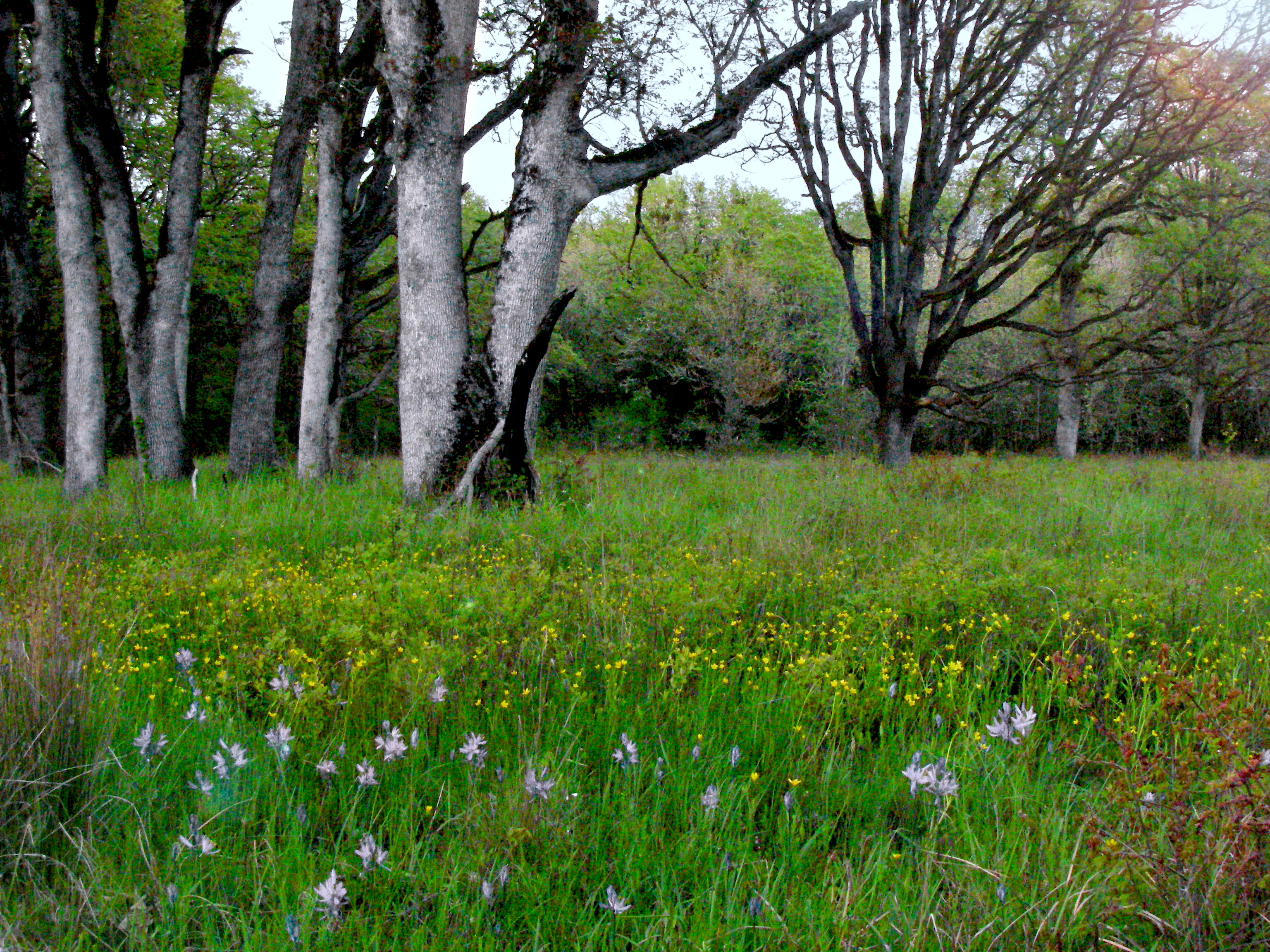
Grünland in den West Eugene Wetlands, Oregon, mit Ranunculus alismifolius und Camassia quamash

Ranunculus alismifolius ist eine Pflanzenart aus der Familie der Hahnenfußgewächse.

## Beschreibung
Die Stängel sind aufrecht oder aufsteigend und unbehaart oder rauhaarig. Sie wurzeln nicht an den Nodien. Die Wurzeln sind unbehaart und dünn oder an ihrer Basis spindelförmig verdickt. Die Blattspreiten der Grundblätter sind an ihrer Basis spitz. Die unteren Stängelblätter sind 1,8 bis 14,1 × 0,7 bis 2,9 Zentimeter groß, lanzettlich, eiförmig oder elliptisch, ganzrandig oder fein gesägt, an der Blattbasis zugespitzt bis abgerundet und am Blattende stumpf bis zugespitzt. Die Tragblätter sind lanzettlich. Der Blütenboden ist unbehaart. Die 5 Kelchblätter sind 2 bis 6 × 1 bis 4 Millimeter groß, unbehaart oder rauhaarig und ausgebreitet oder an der Basis umgebogen. Die 5 bis 12 Kronblätter sind 5 bis 14 × 2 bis 8 Millimeter groß. Die Nektardrüsen sind unbehaart. Die Köpfe der Achänen sind 3 bis 7 × 4 bis 8 Millimeter groß und halbkugel- oder kugelförmig. Die Achänen sind unbehaart oder leicht rauhaarig und 1,6 bis 2,8 × 1,2 bis 2 Millimeter groß. Der Schnabel ist 0,4 bis 1,2 Millimeter groß, pfriemlich und gerade bis leicht gebogen.

## Vorkommen
Ranunculus alismifolius kommt in Nordamerika vor.

## Systematik
Ranunculus alismifolius wurde 1849 von George Bentham erstbeschrieben. Es werden sechs Varietäten unterschieden:
- Ranunculus alismifolius var. alismellus A. Gray

Der Stängel ist 6 bis 21 Zentimeter lang und 1 bis 3 Millimeter breit und unbehaart. Die Wurzeln sind nicht oder an der Basis leicht spindelförmig verdickt. Der Blattstiel ist unbehaart. Die Blattspreite ist 1,8 bis 4,8 × 0,7 bis 1,6 Zentimeter groß, oval bis elliptisch und ganzrandig. Die 5, selten bis 8 Kronblätter sind 5 bis 8 × 2 bis 6 Millimeter groß. Die Blütezeit reicht von Mai bis August. Die Varietät kommt in den USA in Kalifornien, Idaho, Montana, Nevada, Oregon und Washington sowie in Mexiko in Baja California vor. Sie wächst auf feuchtem Grünland, Wäldern und an Fließgewässern in Höhenlagen von 1400 bis 3600 Meter.
- Ranunculus alismifolius var. alismifolius

Die Stängel sind 20 bis 70 Zentimeter lang, 3,5 bis 8 Millimeter breit und unbehaart. Die Wurzeln sind nicht oder an der Basis kaum spindelförmig verdickt. Die Blattstiele sind unbehaart. Die Blattspreite ist 5,8 bis 14,1 × 1,2 bis 2,9 Zentimeter groß und lanzettlich. Die Blattbasis ist zugespitzt bis manchmal spitz, die Blattränder sind fein gesägt. Die 4 bis 6 Kronblätter sind 7 bis 11 × 4 bis 8 Millimeter groß. Die Blütezeit reicht von April bis Juni. Die Varietät kommt in Kanada in British Columbia im Süden von Vancouver Island und in den USA in Kalifornien, Idaho, Montana, Oregon und Washington vor. Sie wächst in feuchtem Grünland, Feuchtgebieten und Flachwasserbereichen an fließenden und stehenden Gewässern in Höhenlagen von 0 bis 1700 Meter.
- Ranunculus alismifolius var. davisii L.D. Benson

Die Stängel sind 13 bis 32 Zentimeter lang, 1 bis 2 Millimeter breit und unbehaart oder rauhaarig. Die Wurzeln sind an der Basis spindelförmig verdickt. Die Blattstiele sind unbehaart oder striegelhaarig. Die Blattspreite ist 3,5 bis 7,2 × 0,5 bis 1,6 Zentimeter groß, breit bis schmal lanzettlich und ganzrandig. Die Blattbasis ist breit spitz. Die 5 bis 6 Kronblätter sind 5 bis 7 × 3 bis 6 Millimeter groß. Die Blütezeit reicht von Juni bis August. Die Varietät kommt in Idaho, Montana, Nevada, Oregon und Wyoming vor. Sie wächst in Grünland und Feuchtgebieten in Höhenlagen von 1300 bis 2600 Meter.
- Ranunculus alismifolius var. hartwegii (Greene) Jepson

Die Stängel sind 13 bis 30 Zentimeter lang, 1 bis 3 Millimeter breit und unbehaart. Die Wurzeln sind nicht oder kaum an der Basis spindelförmig verdickt. Die Blattstiele sind unbehaart. Die Blattspreite ist 3,4 bis 9,5 × 0,8 bis 1,5 Zentimeter groß, lanzettlich und ganzrandig. Die Blattbasis ist spitz bis zugespitzt, manchmal auch stumpf. Die 5 bis 6 Kronblätter sind 6 bis 8 × 3 bis 5 Millimeter groß. Die Blütezeit reicht von Mai bis August. Die Varietät kommt in Kalifornien, Idaho, Nevada, Oregon, Washington und Wyoming vor. Sie wächst in Grünland, offenen Böschungen und den Ufern von Fließgewässern in Höhenlagen von 1400 bis 2600 Meter.
- Ranunculus alismifolius var. lemmonii (A. Gray) L.D. Benson

Die Stängel sind 7 bis 35 Zentimeter lang, 1 bis 3 Millimeter breit und unbehaart oder fein behaart. Die Wurzeln sind oft deutlich an der Basis spindelförmig verdickt. Die Blattstiele sind unbehaart oder feinhaarig. Die Blattspreite ist 2,7 bis 10,8 × 0,6 bis 1,3 Zentimeter groß, schmal lanzettlich und ganzrandig. Die Blattbasis ist zugespitzt. Die 5 bis 6, selten bis 8 Kronblätter sind 10 bis 14 × 5 bis 8, selten ab 3 Millimeter groß. Die Blütezeit reicht von Mai bis Juli. Die Varietät kommt in Kalifornien und Nevada vor und ist dort in der Sierra Nevada endemisch. Sie wächst in Grünland in Höhenlagen von 1400 bis 2900 Meter.
- Ranunculus alismifolius var. montanus S. Watson

Die Stängel sind 15 bis 40 Zentimeter lang, 2 bis 7 Millimeter breit und unbehaart. Die Wurzeln sind mehr oder weniger an der Basis spindelförmig verdickt. Die Blattstiele sind unbehaart. Die Blattspreite ist 2,4 bis 9,7 × 0,9 bis 2,2 Zentimeter groß, lanzettlich bis schmal eiförmig oder elliptisch und ganzrandig oder sehr selten fein gesägt. Die Blattbasis ist spitz oder abgerundet stumpf. Die meist 7 bis 12, selten nur 5 oder 6 Kronblätter sind 5 bis 9 × 2 bis 3 Millimeter groß. Die Chromosomenzahl beträgt 2n = 16. Die Blütezeit reicht von Mai bis August. Die Varietät kommt in Colorado, Idaho, Nevada, Utah und Wyoming vor. Sie wächst in feuchtem Grünland und den Ufern von Fließgewässern in Höhenlagen von 1800 bis 3500 Meter.

## Belege
- Alan T. Whittemore: Ranunculus alismifolius. In: Flora of North America. Band 3 (online).